# Siquijor
Siquijor es un municipio y la cabecera de la provincia de Siquijor.

## Barangayes
El municipio se divide a 42 barangayes.
| - Banban - Bolos - Caipilan - Caitican - Calalinan - Cang-atuyom - Canal - Candanay Norte - Candanay Sur - Cang-adieng - Cang-agong - Cang-alwang - Cang-asa - Cang-inte | - Cang-isad - Canghunoghunog - Cangmatnog - Cangmohao - Cantabon - Caticugan - Dumanhog - Ibabao - Lambojon - Luyang - Luzong - Olo - Pangi - Panlautan | - Pasihagon - Pili - Población - Polangyuta - Ponong - Sabang - San Antonio - Songculan - Tacdog - Tacloban - Tambisan - Tebjong - Tinago - Tongo |